# Przegląd Filozoficzny
Przegląd Filozoficzny (с пол. — «Философское обозрение») — первый в Польше философский журнал, издаваемый с 1897 года в Варшаве.

## История
Основан Владиславом Верыхой (пол. Władysław Weryho). С 1909 года журнал выходил под эгидой Польского философского общества. С 1918 года издателем журнала стал Варшавский институт философии, а с 1930 года — Варшавское философское общество. Многолетним главным редактором журнала был Владислав Татаркевич.
В 1949 году журнал был ликвидирован органами власти. Его коммунистической заменой должен был служить журнал «Myśl Filozoficzna», а впоследствии — «Studia Filozoficzne».
В 1992 году Институтом философии и социологии ПАН возобновлено издание журнала под названием «Przegląd Filozoficzny. Nowa Seria». Выходит четыре раза в год. В настоящее время его издателем является Институт философии Варшавского университета, а главным редактором — Яцек Голувка.
В журнале публикуются статьи, дискуссии, интервью, рецензии, научно-популярные очерки и архивные материалы.